# 앙드레 뒤솔리에
앙드레 뒤솔리에(André Dussollier, 1946년 2월 17일 ~ )는 프랑스의 배우이다. 《우리들은 그 노래를 알고 있다》(1997)로 세자르상 남우주연상을 수상했으며, 《금지된 사랑》(1992), 《장교의 병실》(2001)로 세자르상 남우조연상을 두 차례 받았다.

## 출연 작품

### 영화
- 1982년 아름다운 결혼
- 1985년 세 남자와 아기 바구니
- 1992년 금지된 사랑 - 막심 역
- 1994년 샤베르 대령 (Le Colonel Chabert)
- 1997년 우리들은 그 노래를 알고 있다
- 1999년 와인이 흐르는 강
- 2001년 천국에서의 범죄
- 2001년 아멜리에
- 2001년 비독
- 2001년 탕기
- 2001년 장교의 병실 (La Chambre des officiers)
- 2003년 셧 업
- 2004년 인게이지먼트
- 2004년 오르페브르 36번가
- 2006년 텔 노 원
- 2007년 종달새 농장
- 2009년 잡초
- 2009년 믹막: 티르라리고 사람들
- 2014년 미녀와 야수 - 르 마르샹 (벨의 아버지) 역
- 2014년 외교관 (Diplomatie)
- 2015년 마이 골든 데이즈
- 2015년 어린 왕자 - 조종사 역 (더빙)
- 2016년 풀 스피드 ... 벤 역
- 2017년 디스 이즈 아워 랜드
- 2019년 어쩌다 아스널 (Fourmi) - 클로드 역
- 2021년 다 잘된 거야

### 텔레비전
- 1999년 공룡 대탐험 - 해설 (프랑스어 더빙)